# قارن سوم
قارن سوم یکی از فرمانروایان طبرستان بود که پس از مرگ پدر سوخرا چهارم، از سال ۷۲۵ تا سال ۷۷۹ میلادی، به همراه پسر خود الندا در این خطه فرمانروایی کردند.